# Листа, Альберто
Альберто Родригес де Листа и Арагон (15 октября 1775, Севилья — 5 октября 1848, там же) — испанский поэт, литературовед, математик, журналист, литературный критик, преподаватель, богослов.
Родился в семье владельца шёлкоткацкой фабрики и с детства проявлял большие способности как к точным, так и к гуманитарным наукам. Образование получил в университете Севильи, где изучал сначала философию и богословие, а затем математику; с 1796 года преподавал математику в этом же заведении, позже преподавал там же ораторское искусство и поэзию. В 1803 году был рукоположён в сан священника. В 1803—1808 годах писал стихотворения для издания «El Correo Literario y Económico de Sevilla». После вторжения в Испанию наполеоновских войск сначала поддерживал национальное правительство, писал панегирики и речи, однако затем стал сотрудничать с французами, вследствие чего после освобождения страны в 1813 году был временно изгнан, однако уже в 1817 году сумел вернуться на родину; жил сначала в Памплоне и Бильбао, затем осел в Мадриде. В 1820—1822 годах был сооснователем и соредактором журнала «El Censor», в 1823 году сотрудничал в издании «Periódico del Ministerio de Gobernación de la Península», преподавал математику в частном колледже Сан-Матео (это заведение было вскоре закрыто за якобы пропаганду атеизма); здесь среди его учеников был Вентура де ла Вега. В том же году Листа эмигрировал; с 1827 году жил в Байоне, Франция, где редактировал «Gaceta de Bayona», затем в Париже и Лондоне; в 1830—1831 годах жил в Сан-Себастьяне и редактировал «La Estafeta de San Sebastián». В Мадрид смог вернуться в 1833 году и до июля 1837 года был главным редактором «Gaceta de Madrid». Одновременно с 1836 года он преподавал математику в Центральном университете, а затем отправился в Кадис, где преподавал в колледже Сан-Фелипе-Нери и был редактором «El Tiempo». В 1840 году покинул Кадис и вернулся в Севилью, где стал преподавателем в Академии изящных искусств и Университете Севильи; стал председателем Академии изящной словесности и был назначен каноником кафедрального собора. В 1847 году был принят в Испанскую королевскую академию языка. Среди его студентов в Севильском университете были многие будущие известные политики, военачальники, дипломаты и писатели второй половины XIX века.
По политическим взглядам принадлежал к радикальным либералам. Несмотря на церковный сан, был масоном. Как поэт был сентименталистом и романтиком; сборники его стихов выходили в 1822 и 1837 годах, затем не переиздавались в Испании до 1927 года. Наиболее известные литературоведческие работы: «Del sentimento de la belleza», «Reflexiones sobre la dramática española», «El imperio de la estupidez» (1798; критическая работа о творчестве Александра Поупа), «Ensayos literarios y críticos» (1844), «Lecciones de literatura española» (1836; цикл лекций, прочитанных в Мадридском университете в 1822 году), «Biblioteca de authores españoles» (1875).